# Альєр (Астурія)
Альєр (ісп. Aller, аст. Ayer) — муніципалітет в Іспанії, у складі автономної спільноти Астурія. Населення — 12 766 осіб (2009).
Муніципалітет розташований на відстані близько 350 км на північний захід від Мадрида, 28 км на південний схід від Ов'єдо.
Муніципалітет складається з таких паррокій: Бельйо, Боо, Кабаньякінта, Каборана, Касомера, Конфоркос, Куеріго, Ель-Піно, Льямас, Мореда, Муріас, Нембра, Пелугано, Піньєрес, Сантібаньєс-де-Ла-Фуенте, Серрапіо, Сото, Вега.

## Демографія
Динаміка населення (INE ):

## Галерея зображень

Розташування муніципалітету
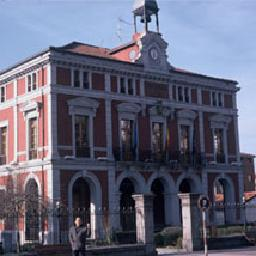
Муніципальна рада (Кабаньякінта)
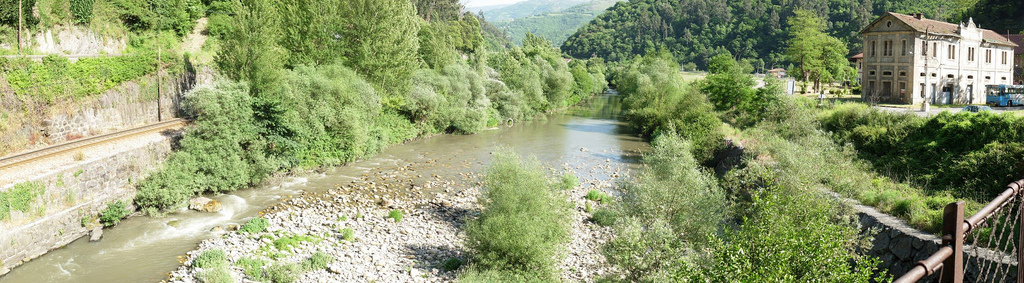
Річка Альєр